# Aiudul de Sus
Aiudul de Sus (en húngaro: Felsöenyed, en alemán: Egisdorf) es una localidad componente del municipio de Aiud, en el transilvano distrito de Alba de Rumanía. Tenía 2.382 habitantes en 2011.

## Geografía
La localidad se extiende a orillas del río Aiud.

## Historia

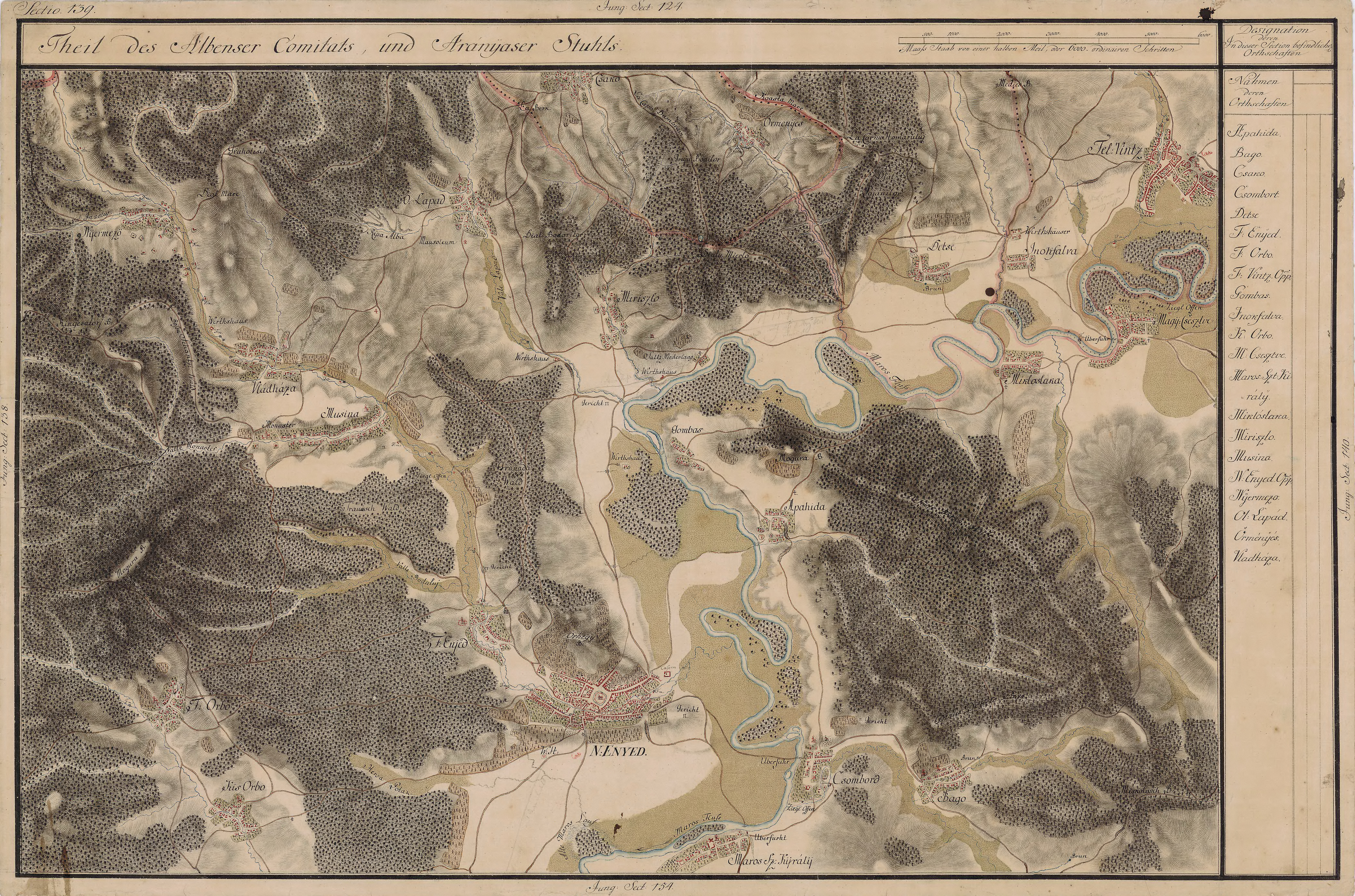
Josephinische Landaufnahme, sectio 139.

En los bosques cercanos a la localidad se han encontrado ladrillos romanos y armas de origen ávaro en una tumba del siglo VII. La primera mención al pueblo que ha sobrevivido es de 1322 como Enyd superior, y en ese tiempo contaba ya con una iglesia parroquial. En el periodo de la Reforma en Aiud, sus habitantes se convirtieron a la Iglesia reformada.
En su testamento del 2 de septiembre de 1629, Gábor Bethlen donaba la localidad junto con sus beneficios al colegio Bethlen de Alba Iulia, que sería trasladado a Aiud por Miguel Apafi I en 1662 tras su destrucción en 1658. 
La antigua iglesia fue reconstruida en 1805 en un emplazamiento más cercano a la localidad. La localidad sería dañada por los acontecimientos relacionados con la revolución de 1848, especialmente en la masacre de Aiud. Una lápida conmemorativa se colocó en la iglesia reformada en ocasión del 160 aniversario de la masacre.
La estrecha relación con el colegio Bethlen no se vería afectado por los cambios de 1918. El fin de la relación llegaría con la nacionalización en 1948, privando al colegio de sus antiguas posesiones y aboliéndola como institución reformada independiente, tratando de convertirla en una herramienta educacional comunista.

## Patrimonio
- La Iglesia Reformada actual fue construida entre 1805 y 1810.
- Lápida en memoria de las víctimas de 1849 y al pastor Ferenc Töröken el patio de la Iglesia Reformada
- Árbol de Bethlen en el antiguo bosque.